# Király József (pap)
Király József (Zselíz, 1897. november 30. – Budapest, 1960. szeptember 5.) felvidéki magyar római katolikus pap, esperes-plébános, újságíró, politikus, magyarországi országgyűlési képviselő.

## Élete
A Bars vármegyei Zselízben született 1897-ben, római katolikus vallású kisiparos családban. Középiskoláit Esztergomban, az egyetemet pedig a bécsi Pázmáneumban végezte. 1921-ben Bécsben szentelték pappá, ami után Tallósra, majd Diószegre került káplánnak. 1923-tól Komáromban szemináriumi prefektus és spirituális, továbbá a városi legényegylet ügyvezető elnöke és több helyi iskola hitoktatója lett. 1927-ben Dunahidason, majd Csicsón lett plébános, 1936-ban tanfelügyelővé és helyettes esperessé, 1937-ben pedig kerületi esperessé nevezték ki.
Papi munkája mellett nagy számú társadalmi szervezet tevékenységéből is részt vállalt. Hosszú ideig volt a Marianum Internátus Egyesület jegyzője, több mint másfél évtizeden át a Missziós Egyesület tagja; közreműködött a Szent Ágoston Társulat, a Szent István Társulat, a Hanza Szövetkezeti Áruközpont és a Hangya Szövetkezet munkájában is. 1929-ben kiadta a Szűz Mária Uj Virágos Kertje című hitbuzgalmi folyóiratot, amely kedvelt lapja volt a Trianon után cseh fennhatóság alá került felvidéki magyarságnak.
Már káplán korában bekapcsolódott politikai mozgalmakba, illetve részt vett választási küzdelmekben is. 1928-ban az ellenzéki magyar listán, mint listavezetőt választották be a révkomáromi járási képviseletbe és a járási választmányba, ahol egy teljes évtizeden át állandó harcban állt a csehszlovák hatóságokkal. Politikai magatartása miatt figyeltették, többször bíróság elé is állították, hosszabb időn keresztül részesült kongrua-megvonásban, illetve több évben betiltották azokat a zarándoklatokat is, amiket már régóta szervezett Mariazellbe, arra hivatkozva, hogy azok a csehszlovák állam ellen irányultak.
Az első bécsi döntést követően Komárom vármegye törvényhatósági bizottságának és kisgyűlésének is tagja lett, továbbá az OKH komáromi járási hitelszövetkezetének alelnöke is volt. A kisebbségben élő felvidéki magyar nemzetiség közélete terén kifejtett eredményes működése elismeréséül Horthy Miklós kormányzó 1939 áprilisában a Signum Laudisszal tüntette ki. 1939-ben meghívás alapján tagja lett a magyarországi országgyűlésnek is, az Egyesült Felvidéki Magyar Párt színeiben.